# Osadnictwo
Osadnictwo – całokształt działalności grup ludzkich wywołujący zmiany w środowisku geograficznym. Obejmuje ono proces zajmowania, podziału i użytkowania terenu wraz ze wszystkimi wytworami powstałymi w ramach tej działalności i służącymi jej. (według Z. Woźniaka)

## Przegląd interpretacji definicji
- Według Karola Potkańskiego osadnictwo jest wynikiem wzajemnego i ciągłego oddziaływania, wzajemnej wymiany dwóch czynników: obszaru, który przedstawia pewną sumę warunków fizjograficznych i grupy ludzkiej, która także przedstawia określoną, a w każdej epoce odmienną, sumę warunków socjologicznych.

- Zbigniew Bukowski przyjmuje definicję Potkańskiego uzupełniając ją tylko: Przy badaniach osadnictwa określonych grup społecznych definicja powyższa wymaga uwzględnienia stosunków społecznych oraz wierzeń, a w społeczeństwach wyżej rozwiniętych sytuacji politycznej.

- Według Karola Buczka osadnictwo to przestrzenna forma nieadministracyjna organizacji wszelkich dziedzin życia społecznego z gospodarką na czele; to forma zmieniająca się w zależności od warunków miejsca i czasu.

- Według Stanisława Zajączkowskiego istotą procesu osadnictwa, który jest rezultatem wzajemnego oddziaływania na siebie terytorium i grupy ludzkiej jest tworzenie na terytorium zajmowanym przez daną grupę ludzką punktów osadniczych, będących nie tylko osiedlami w ścisłym tego słowa znaczeniu, tzn. siedzibami ludzi, ale także ośrodkami ich działalności gospodarczej, a stanowiących zarazem ramy, w jakich kształtują się stosunki społeczne odpowiednio do rozwoju sił wytwórczych.

- Według Zbigniewa Kobylińskiego osadnictwo to wbudowanie trwałych struktur przestrzeni społeczno-kulturowej w konkretną geosferę czysto naturalną lub uprzednio zantropogenizowaną przestrzeń geograficzną.

- Henryk Łowmiański definiuje osadnictwo w następujący sposób: Jest to rezultat oddziaływania człowieka na środowisko związane trwale z danym terenem.

## Zasadnicze elementy osadnictwa
Na osadnictwo, zdaniem Waldemara Chmielewskiego, składają się trzy elementy:
- ludzie: (wiedza człowieka, umiejętności, wyposażenie, ekonomika, organizacja)
- kultura, która umożliwia opanowanie i wykorzystanie środowiska wraz z jego zasobami
- obszar i jego zasoby

Badaniem tych procesów zajmują się:
- geografia osadnictwa[1] – (geografia fizyczna i antropogeografia)
- archeologia osadnictwa
- historia osadnictwa

Zakresy badawcze archeologii osadnictwa według Herberta Jankuhna:
- Środowisko naturalne
- Procesy zasiedlania i wyludniania
- Osiedla